# سورمینه
سورمینه (به لهستانی:  Surminy) یک روستا در لهستان است که در گمینا بانگه مازورسکیه واقع شده‌است. سورمینه ۲۱۰ نفر جمعیت دارد.